# Cruce de caminos (álbum de Intocable)
Cruce de caminos, también conocido como Crossroads: Cruce de caminos  es el título de un álbum de estudio grabado por la banda mexicana-estadounidense Intocable. Fue lanzado al mercado por la empresa discográfica EMI Televisa Music el 24 de octubre de 2006, alcanzó la primera posición en la lista Billboard Top Latín Álbumes y en la lista Billboard regional mexicana.
Fue nominado para un premio Grammy Latino el 8 de noviembre de 2007, y recibió el premio Lo Nuestro al álbum del año en la categoría Música regional mexicana el 21 de febrero de 2008.
Incluye un DVD con un documental acerca de la realización del álbum y entrevistas con los artistas.

## Personal
José Ángel Farías — miembro de la banda, mezcla Animación, ritmos guiro 

José Ángel González — miembro de la banda, mezcla

José Juan Hernández — miembro de la banda, mezcla, Animación, ritmos guiro 

René Orlando Martínez — miembro de la banda, batería, coros productor ejecutivo, mezcla, productor

Silvestre Rodríguez — miembro de la banda, mezcla bajo electrico

Johnny Lee Rosas — miembro de la banda, bajo sexto, coros, mezcla

Félix G. Salinas — miembro de la banda, bajo (eléctrico), mezcla

Daniel Abdon Sánchez — miembro de la banda, bajo sexto, mezcla, segundo

Ricardo javier Ricky muñoz — miembro de la banda acordeón guitarra acústica  

Sergio  Checho Serna — miembro de la banda, percusión

Nicolás Barry — artista invitado, piano, coordinador del proyecto

Brian Beken — artista invitado, violín

Carlos "Junior" Cabral — artista invitado, arreglista, banjo, mandolina

Cory Churko — artista invitado, violín

Marco Gamboa — artista invitado, ingeniero, órgano (Hammond), piano

Marc Muller — artista invitado, guitarra (acústica), lap steel guitar, mandolina, pedal steel

John Silva — artista invitado, ingeniero

Lloyd Maines — productor, artista invitado, arreglista, dobro, guitarra (acústica), mezcla, pedal steel

Alan Baxter — productor ejecutivo, coordinador del proyecto

Tomas Jacobi — coordinador del proyecto

Esteban Villanueva — coordinador del proyecto

Paul Olivarri — coordinación de producción

Marco A. Ramírez — mastering

Jack Saénz — ingeniero, mezcla

John Karpowich — ingeniero

Gilberto Elguezabal — asistente, asistente de ingeniero

Matt Serrechio — asistente de ingeniero

Reyli Barba — compositor

Chuy Flores — compositor

Miguel Mendoza — compositor

Marco Antonio Solís — compositor

Mickey Cevallos — fotografía

Alejandro gulmar — guitarra guitarra electrica

Marco Arizpe — steel guitar guitarra acústica 

Jorge Najera —  acordeón teclados mandolina 

## Lista de canciones
| Crossroads: Cruce de caminos |                               |          |  |
| N.º                          | Título                        | Duración |  |
| 1.                           | «Por ella (poco a poco)»      | 4:03     |  |
| 2.                           | «Te lo juro»                  | 4:17     |  |
| 3.                           | «Vuelve mi amor»              | 3:47     |  |
| 4.                           | «Libertad»                    | 3:24     |  |
| 5.                           | «Basto»                       | 3:38     |  |
| 6.                           | «Te extraño»                  | 4:06     |  |
| 7.                           | «Ya no puedo cambiar mi vida» | 3:10     |  |
| 8.                           | «Qué esperabas»               | 2:56     |  |
| 9.                           | «La palabra amor»             | 3:21     |  |
| 10.                          | «Dáme un beso»                | 3:48     |  |
| 11.                          | «Te necesito»                 | 2:25     |  |
| 12.                          | «Volví a qudarme solo»        | 3:31     |  |
| 13.                          | «Por ella»                    | 4:13     |  |
| 14.                          | «Nada es igual»               | 3:06     |  |
| 15.                          | «Mirándote»                   | 3:59     |  |
| 16.                          | «Lo que callas»               | 3:44     |  |

© MMVI. EMI-Televisa
Fuente: Allmusic